# チャールストン (防護巡洋艦)
|          |                           |
| 艦歴     |                           |
| 発注:    |                           |
| 起工:    | 1887年1月20日             |
| 進水:    | 1888年7月19日             |
| 就役:    | 1889年12月26日            |
| 退役:    |                           |
| その後:  | 1899年11月2日に破壊       |
| 除籍:    |                           |
| 性能諸元 |                           |
| 排水量:  | 3,730トン                 |
| 全長:    | 320 ft                    |
| 全幅:    | 46 ft                     |
| 吃水:    | 18.5 ft                   |
| 機関:    |                           |
| 最大速:  | 19ノット                  |
| 乗員:    | 士官、兵員300名           |
| 兵装:    | 8インチ砲2門 6インチ砲6門 |

チャールストン (USS Charleston, C-2) は、アメリカ海軍の防護巡洋艦。艦名はサウスカロライナ州チャールストンに因む。その名を持つ艦としては2隻目。

## 艦歴
チャールストンはアメリカ海軍初の防護巡洋艦であったが、鋼製巡洋艦建造の経験不足から設計はイギリスのアームストロング・ミッチェル社で行われた。1887年1月20日にカリフォルニア州サンフランシスコのユニオン鉄工所で起工し、1888年7月19日にA・S・スミス夫人によって命名、進水、1889年12月26日に艦長ジョージ・C・レメイ大佐の指揮下就役した。
1890年4月10日にメア・アイランド海軍工廠を出航したチャールストンは太平洋戦隊に旗艦として合流し、東太平洋を巡航した。チャールストンは1891年1月20日に死去したハワイ王のカラカウアの遺体を乗せ、サンフランシスコからホノルルまで送り届けた後、5月8日から6月4日まで、チリ内戦時にサンディエゴから逃走したチリの汽船イタタ (Itata) の捜索に参加した。8月19日から12月31日までチャールストンは極東でアジア戦隊の旗艦として巡航し、1892年には再び大西洋戦隊に加わり10月7日まで活動、その後東海岸へ向けて出航し多くの南アメリカの港を訪問した。
チャールストンは1893年2月23日にハンプトン・ローズに到着し、ここから僚艦および他国の艦と共に巡航、4月26日にシカゴ万国博覧会の一部として行われた国際観閲式に参加した。砲艦ドルフィン (USS Dolphin, PG-24) に乗ったクリーブランド大統領が観閲を行った。同年の夏には、ブラジル革命に際してアメリカ合衆国の権益を保護するための部隊に合流し南アメリカの沖合を巡航した。モンテビデオ、ウルグアイでの巡航の後、1894年7月8日にサンフランシスコに到着、アジアステーションに展開するための準備に入る。チャールストンは6月6日まで極東を巡航、横浜を出航しサンフランシスコに到着、1896年7月27日に予備役となる。
米西戦争が勃発するとチャールストンは直ちに現役復帰の準備を行い、1898年5月5日に再就役した。16日後にホノルルに向けて出航、陸軍部隊を輸送する3隻のチャーター船と合流した。チャールストンはグアムに派遣され、6月20日の夜明けに小船団はグアムの北端に到着した。チャールストンはアガナで湾を調査し、アプラ港へ移動した。安全に停泊した輸送船から分離したチャールストンは湾に入港、フォート・サンタクルーズに砲撃を開始した。直ちにスペイン軍の使いが返礼の礼砲を砲撃するための火薬を持ち合わせていなかったことを謝罪するために訪れた。彼らはアメリカとスペインが戦争状態にあることを知らず、米艦が島を占領するためにやってきたことを知り驚いた。翌日島の守備隊はチャールストンからの上陸部隊に対して降伏し、スペインの知事と守備隊員は捕虜として1隻の輸送艦に乗せられた。その後チャールストンはマニラ湾でデューイ提督の艦隊に合流した。
チャールストンは1898年6月30日にマニラに到着し、湾の封鎖強化に加わった。8月13日には最後の艦砲射撃に参加し、マニラ市は降伏した。チャールストンはフィリピンに1898年から99年まで留まり、陸軍部隊の進撃に対する支援砲撃を行い、1899年9月にはスービック湾占領を行う海軍遠征部隊に参加した。1899年11月2日にルソン島北方のカミギン島近くの海図にない暗礁で座礁し、船体は大きく破壊されたため、乗組員は艦を放棄、近くの島に上陸した後カミギン島へ移動した。乗組員は11月12日に到着した砲艦ヘレナ (USS Helena, PG-9) によって救助された。